# Frutta essiccata
La frutta essiccata è la frutta che ha subito un processo di essiccamento, il che le permette di essere conservata ben al di là del normale periodo di conservazione.
Non va confusa con la frutta secca, che indica invece un insieme di frutti o semi naturalmente secchi, usati come alimento e con un contenuto di grassi solitamente alto.

## Elenco di frutta fresca essiccata
- Albicocca secca (Prunus armeniaca)
- Ananas secco (Ananas comosus)
- Ciliegia secca
- Dattero secco
- Fico secco
- Kiwi secco
- Mango secco
- Mela secca
- Melone secco
- Mirtillo secco (Vaccinium spp.), nero e rosso
- Papaya secca
- Pesca secca (Prunus persica)
- Pera secca (Pyrus domestica)
- Prugna secca
- Scorze di agrumi secchi (Citrus vv.)
- Uva passa